# Manny Ramírez
Manuel "Manny" Aristides Ramírez Onelcida (Santo Domingo, 30 mei 1972) is een honkballer uit de Dominicaanse Republiek.
Ramírez wordt gezien als een van de beste slagmannen ooit. Hij heeft meer dan 500 homeruns geslagen waarmee hij in de top 20 staat van aantal homeruns aller tijden. Ook heeft hij de meeste grand slams onder nog steeds actieve spelers en staat hij 2e achter Lou Gehrig aller tijden. Ook is Ramírez twaalf keer voor de All-Star game gekozen.
Ondanks dat hij erg goed kan slaan, heeft Ramírez tijdens het verdedigen problemen met zijn enthousiasme en/of concentratie. Deze foutjes worden beschreven als "Manny being Manny"

## Doping
Op 30 juli 2009 berichtte de New York Times dat Ramírez en zijn voormalige ploeggenoot David Ortiz met circa 100 andere MLB-spelers positief waren getest op het gebruik van verboden middelen. In 2003 werd een test gedaan op het gebruik van doping in honkbal op het hoogste niveau. De dopingtesten waren anoniem en spelers zouden niet worden vervolgd. Uiteindelijk werden 100 honkballers positief getest op het gebruik van verboden middelen. Omdat dit resultaat tegen viel werd een jaar later het gebruik van stimulerende middelen doping gesteld.